# Родна кућа Илије Нешина у Ковиљу
Родна кућа Илије Нешина у Ковиљу представља непокретно културно добро као споменик културе.

## Илија Нешин
Илија Нешин је рођен у Ковиљу 2. августа 1917. године. Детињство је безбрижно проводио у Ковиљу где је завршио и основну школу као скроз одличан ђак. Гимназију је похађао у Врбасу и Новом Саду где је и матурирао 1937. године. Потом је уписао Медицински факултет у Прагу, где се чвршће повезује са напредним идејама и веома је активан у демократском студентском покрету. Након окупације тадашње Чехословачке од стране фашистичке Немачке, Илија Нешин се враћа у нашу земљу и прикључује тадашњем напредном студентском покрету.
Илија Нешин се већ као средњошколац, а касније и као студент медицинског факултета у Београду, укључио у рад напредног радничког покрета. Активно је учествовао у раду напредних студената у оквиру Војвођанске студентске мензе. Члан KПЈ постао је 1940. године. Пред рат био је изабран за члана Окружног комитета СKОЈ-а за јужну Бачку.
Након априлског рата и слома краљевине Југославије узима учешће у организовању антифашистичке борбе и постаје један од носилаца исте на територији читаве Шајкашке. Гине 2. августа 1942. године у Мошоринском атару, где је и сахрањен. Тек 1951. године његови остаци су пренети и сахрањени на гробљу у Горњем Ковиљу. Његова породица оставила је селу Ковиљу кућу, у којој је рођен Илија Нешин, на коришћење, те је 80-тих година прошлог века у њој отворен спомен музеј који је данас у прилично лошем стању и тренутно се ради на њеној санацији.

## Архитектура куће
Кућа је типично војвођанска, сеоска кућа са краћом страном постављена ка уличној регулацији и двоводним кровом, покривеним бибер црепом. Улична фасада је једноставна са необарокним забатом, са два мала двокрилна прозора и дрвеним вратима кроз која се улази на дворишни трем патосан циглама. Има три просторије: кухињу и две собе, које се нижу једна за другом. У продужетку куће се раније налазила штала, а сада мањи стан. Двориште је ограђено бедемом од цигала са великом дрвеном капијом. Kућа је као објекат НОБ-а значајна још по томе што је у њој 1940. године основана прва месна организација СKОЈ-а. У октобру 1981. године кућа је претворена у спомен-кућу и отворена за јавност.